# 戸塚境町
戸塚境町（とづかさかいちょう）は、埼玉県川口市の町名。現行行政地名は戸塚境町のみ。丁番を持たない単独町名である。住居表示実施地区。郵便番号は333-0806。

## 地理
川口市の北東部に位置する。埼玉高速鉄道戸塚安行駅からほど近く、区画整理された区画に住宅が建ち並ぶ。東境を伝右川が流れる。

## 歴史

### 沿革
- 1980年（昭和55年）11月1日 - 大字戸塚の一部から戸塚境町が成立[5]。

## 世帯数と人口
2018年（平成30年）3月1日現在の世帯数と人口は以下の通りである。
| 町丁     | 世帯数  | 人口    |
| -------- | ------- | ------- |
| 戸塚境町 | 848世帯 | 2,107人 |

## 小・中学校の学区
市立小・中学校に通う場合、学区（校区）は以下の通りとなる。
| 番地 | 小学校                 | 中学校             |
| ---- | ---------------------- | ------------------ |
| 全域 | 川口市立戸塚綾瀬小学校 | 川口市立戸塚中学校 |

## 交通
鉄道は敷設されていないが、至近に戸塚安行駅が所在する。また、戸塚境町バス停が所在する。

### 道路
- けやき通り

## 施設
地内はほぼ全域にわたって戸建ての住宅が立ち並び、けやき通り沿線付近を中心にいくつかの商業施設や民間のマンションが存在するのみである。